# تشاك مور
تشاك مور (بالإنجليزية: Chuck Moore)‏ هو لاعب كرة قدم أمريكية أمريكي، ولد في 3 يناير 1940 في ماريانا في الولايات المتحدة.